# Рутенийгерманий
Рутѐнийгерма́ний — бинарное неорганическое соединение, интерметаллид
германия и рутения
с формулой GeRu,
кристаллы.

## Получение
- Сплавление стехиометрических количеств чистых веществ:

{\displaystyle {\mathsf {Ge+Ru\ {\xrightarrow {1475^{o}C}}\ GeRu}}}

## Физические свойства
Рутенийгерманий образует кристаллы 
кубической сингонии, пространственная группа P 213, параметры ячейки a = 0,4846 нм, Z = 4,
структура типа силицида железа FeSi
.
Соединение конгруэнтно плавится при температуре 1475 °C (1510 °C).